# La Paúl

## Localización
La Paúl es una localidad española pedanía de Gurrea de Gállego, Plana de Uesca, provincia de Huesca, Aragón. Se encuentra a 4,9 km de Gurrea de Gallego, 15 km de Zuera, 45 km de Zaragoza y a 43,5 km de Huesca. Ubicada a 320 metros de altitud sobre el nivel del mar. La localidad cuenta con 223 habitantes.

## Localidades limítrofes
Zuera , Gurrea de Gallego , El Temple.

## Historia[citarequerida]
Llamado históricamente Las Casas de La Paúl fue fundado en 1751 por el Barón de Gurrea y Conde Atarés: Cristóbal-Pío Funes de Villalpando Sanz de Latrás Abarca y Bolea.

## Economía
La mayoría de la población residente se dedica a la agricultura.

## Demografía[citarequerida]
Actualmente hay censadas 220 personas aunque la cifra de residentes es menor. La población ha llegado a tener más de 550 personas censadas a mitad del siglo XX.

## Monumentos

### Monumentos religiosos
- Iglesia de San Bartolomé.
- Ermita de la Virgen del Salz (compartida con Zuera), patrona de la villa, a 4 km del municipio.

### Monumentos civiles
- Casino agrícola San Bartolomé
- Pabellón multiusos

## Gastronomía
- Ternasco de los Isidros
- Rancho. Tipo de caldereta a base de conejo y costilla de cerdo. Es común comer el rancho el dia de la Virgen (Virgen del Salz, patrona de la villa) y para acontecimientos de interés popular

## Fiestas
- 50 días después de la Pascua de Resurrección (Pentecostés) se celebra una fiesta en honor a la patrona La virgen del Salz
- Del 23 al 27 de agosto: fiestas patronales mayores, en honor de San Bartolomé (24 de agosto).